# Ineu (gmina)
Ineu – gmina w Rumunii, w okręgu Bihor. Obejmuje miejscowości Botean, Husasău de Criș i Ineu. W 2011 roku liczyła 4399 mieszkańców.